# Ochrognesia difficta
Ochrognesia difficta är en fjärilsart som beskrevs av Walker 1861. Ochrognesia difficta ingår i släktet Ochrognesia och familjen mätare. Inga underarter finns listade i Catalogue of Life.